# Ferruccio Jakomin
Ferruccio Jakomin (Pobeghi, 7 settembre 1930 – Trieste, 30 aprile 1958) è stato un poeta italiano della minoranza slovena.
È considerato uno dei cantori autentici di lingua slovena dell'Istria, tra i primi che si impegnarono letterariamente in tale lingua. 

## Biografia
Nacque il 7 settembre 1930 a Pobeghi presso Capodistria, nell'Istria slovena allora sotto sovranità italiana. Studiò presso il ginnasio di Capodistria, poi a Celje, dove conseguì la maturità. Continuò gli studi di slavistica presso l'Università di Lubiana e successivamente a Napoli. Già negli anni del ginnasio iniziò a scrivere poesie e a dedicarsi alla cultura. Trasferitosi a Trieste divenne insegnante ad Aurisina, località dove visse fino alla morte, avvenuta in un incidente stradale il 30 aprile 1956, sulla strada tra Aurisina e Sistiana.

## Opere
Iniziò la pubblicazione delle sue poesie sulla rivista capodistriana Bori; dopo il suo trasferimento a Trieste invece pubblicò sulla allora da poco aperta rivista Mladika, della quale fu tra i più importanti collaboratori. Fece parte del Radijski Oder di Trieste, collaborò con la RAI su Radio Trst A e allo Slovenski Tabor di Monrupino, dove lesse le proprie poesie. Postuma uscì la raccolta di poesie Istrske pesmi.